# Alide Ratsch

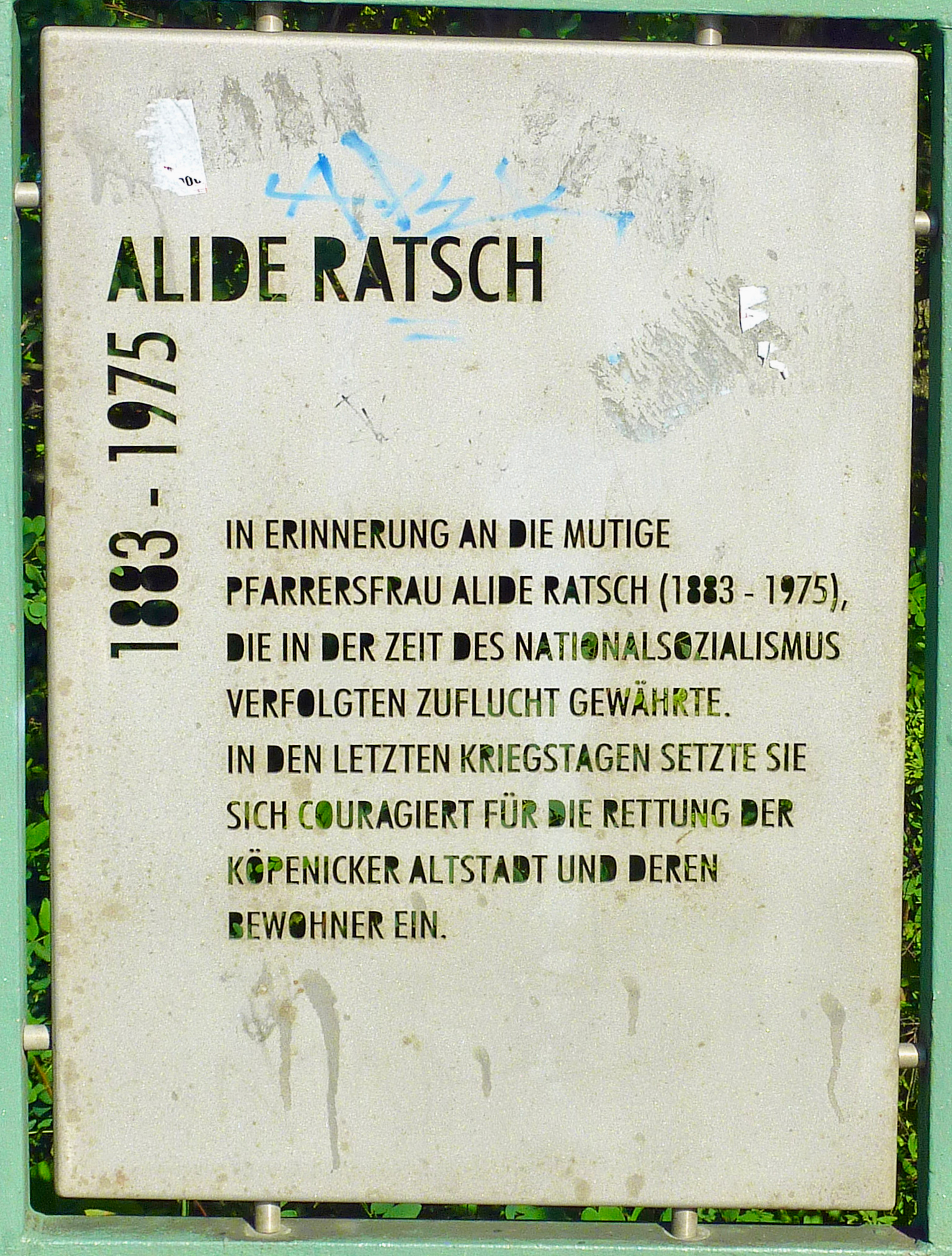
Gedenktafel für Alide Ratsch

Alide (Adeline) Ratsch, geborene Janowski (* 26. Januar 1883 in Pola, Österreich; † 17. Juli 1975 in Berlin-Köpenick) war eine deutsche Widerstandskämpferin gegen den Nationalsozialismus.

## Leben
Ratsch war mit dem Pfarrer der evangelisch-reformierten Köpenicker Schlosskirchengemeinde Georg Ratsch (1880–1965) verheiratet. Diese Gemeinde hatte sich nach der Machtergreifung durch die Nationalsozialisten der Bekennenden Kirche angeschlossen.
Das Ehepaar hatte zwei Söhne. Beide starben in den letzten Monaten des Zweiten Weltkriegs.
Ratsch ist zusammen mit ihrem Mann auf dem Friedhof der Evangelischen Stadtkirchengemeinde Köpenick begraben.

## Politisches Wirken
Beide unterstützten während der gesamten NS-Zeit Verfolgte des NS-Regimes. Während der Köpenicker Blutwoche Ende Juni 1933 versteckten sie Nazigegner und verfolgte Jüdinnen und Juden in ihrem Pfarrhaus in Köpenick. Auch während der antijüdischen Pogrome 1938 stand ihr Haus für sie offen.
Beide widersetzten sich auch der Forderung, nur Menschen mit sogenanntem Ariernachweis anzustellen. Ideologisch motivierte Änderungen an den kirchlichen Liedtexten setzten sie im Einverständnis mit ihrer Gemeinde nicht um.
Ende April 1945 setzte sich Alide Ratsch mit ihrem Mann für die Rettung der Köpenicker Altstadt und der Köpenicker Bevölkerung ein. Am 21. April hatten sowjetische Panzer die Ortsteile Rahnsdorf und Friedrichshagen erreicht. Radikale Nationalsozialisten setzten alles daran, Köpenick nicht in die Hände der Roten Armee fallen zu lassen. Das Gemeindehaus wurde von Luftwaffensoldaten und Volkssturm mit einer Flakkanone besetzt. Sie hatten den Plan, das sowjetische Militär zu beschießen, das über die Köpenicker Dammbrücke vorrückte. Ratsch befürchtete die mögliche Sprengung der Brücke und Zerstörung der Köpenicker Altstadt. Es gelang ihr, das Aufstellen der Volkssturm-Kanone zu verhindern und Kommandanten und Soldaten zum Abzug zu bewegen. Am 23. April 1945 befreite die Rote Armee Köpenick.

## Ehrungen
Am 20. Juni 1988 wurde am Pfarrhaus der evangelisch reformierten Schlosskirchengemeinde Köpenick, Freiheit 14, eine Gedenktafel für das Ehepaar Ratsch enthüllt.
23 Jahre später wurde auf der Dammbrücke in Berlin-Köpenick eine Gedenktafel für Ratsch eingeweiht, die ihre Verdienste würdigt: „In Erinnerung an die mutige Pfarrersfrau Alide Ratsch (1883–1975), die in der Zeit des Nationalsozialismus Verfolgten Zuflucht gewährte. In den letzten Kriegstagen setzte sie sich couragiert für die Rettung der Köpenicker Altstadt und deren Bevölkerung ein.“ Diese Tafel wurde vom Köpenicker Künstler Ulrich Stulpe gestaltet und ist in das Brückengeländer eingelassen. Bei der Einweihung sagte Bezirksbürgermeister Oliver Igel, die Gedenktafel wolle an ein Beispiel für Zivilcourage erinnern, „das heute – mehr denn je – in Zeiten rechtsextremer Gewalttaten Vorbild sein kann.“

## Werke
- Protest im Namen Jesu Christi Aus Tagebuchaufzeichnungen der Frau des reformierten Pfarrers von Berlin-Köpenick über die Köpenicker Blutwoche (Juni 1933). In: Klaus Drobisch, Gerhard Fischer: Widerstand aus Glauben: Christen in der Auseinandersetzung mit dem Hitlerfaschismus. Union Verlag, Berlin 1985.